# Żórawina (stacja kolejowa)
Żórawina – stacja kolejowa w miejscowości Żórawina, w województwie dolnośląskim, w Polsce.

## Ruch pasażerski
| Rok  | Wymiana pasażerska na dobę |
| ---- | -------------------------- |
| 2017 | 300-499                    |
| 2022 | 700-999                    |